# 橙鰭雙鋸魚
橙鰭雙鋸魚，為輻鰭魚綱鱸形目隆頭魚亞目雀鯛科的其中一種。

## 分布
本魚分布於太平洋區，包括越南、澳洲、關島、斐濟、法屬波里尼西亞、印尼、吉里巴斯、馬紹爾群島、馬里亞納群島、密克羅尼西亞、紐埃、菲律賓、薩摩亞群島、所羅門群島、萬那杜、東加等海域。

## 深度
水深0至40公尺。

## 特徵
本魚體呈卵圓形且側扁，口小。體色為深褐色，吻部、胸鰭及背鰭為黃色，尾鰭為白色，體側具2條鑲黑邊的白色橫帶，一條在眼後，一條背鰭基底，背鰭硬棘10至11枚；軟條15至17枚；臀鰭硬棘2枚；軟條13至14枚。體長可達17公分。

## 生態
本魚主要生活在珊瑚礁或潟湖，常和海葵共生，因為它的皮膚對海葵的毒液有免疫能力，故躲在海葵中，不啻是得到良好的保護。以藻類和浮游生物為食，為雌雄同體，具有嚴格的階級劃分，雌魚最大，繁殖中的雄魚第二大，並且隨著等級下降，雄魚非繁殖者逐漸變小，如果唯一的繁殖雌性死亡，繁殖的雄魚將變成雌魚，而最大的非繁殖者將成為繁殖的雄魚。

## 經濟利用
多為觀賞魚，不供食用。

## 相似種

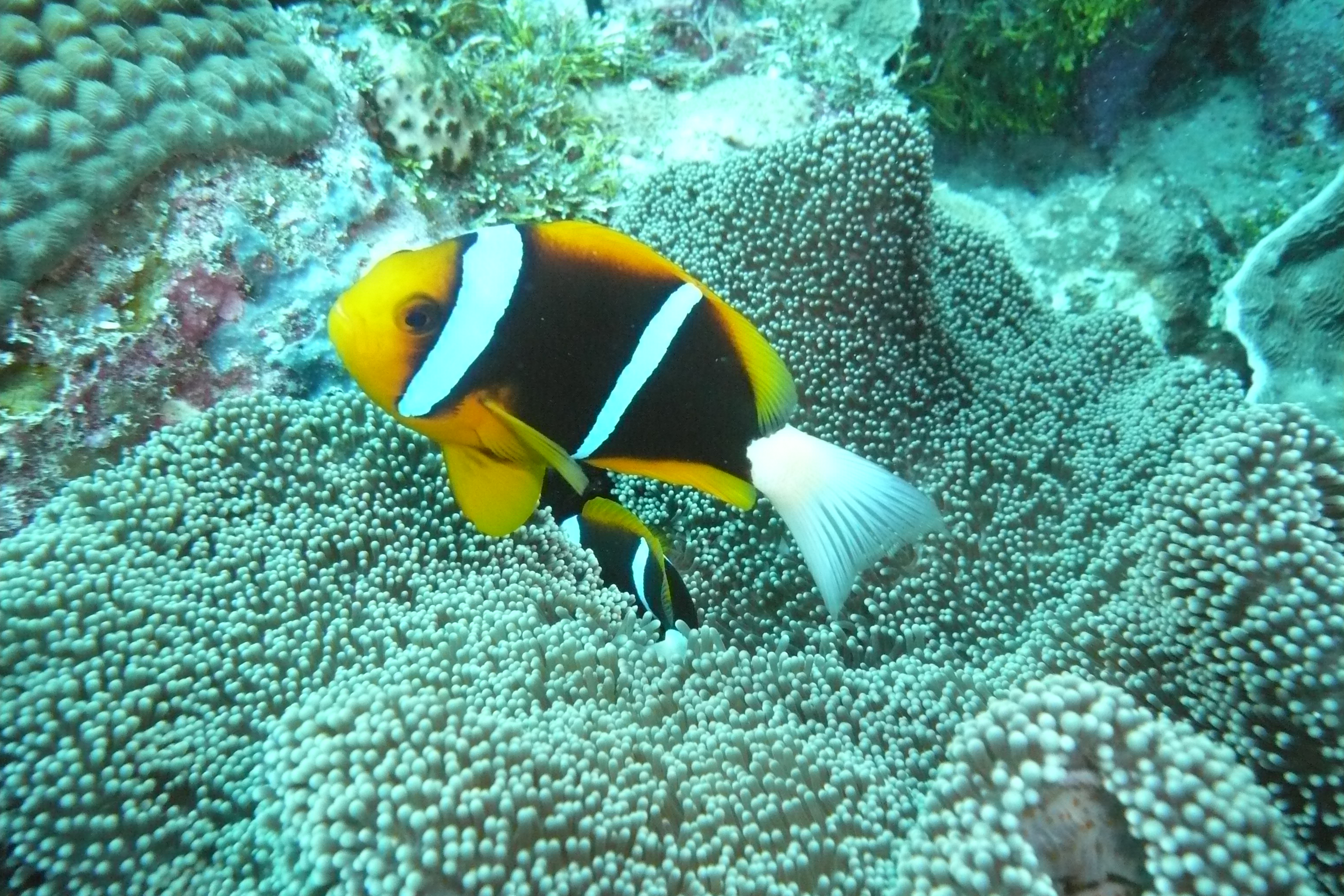
橙鰭雙鋸魚(Amphiprion chrysopterus)
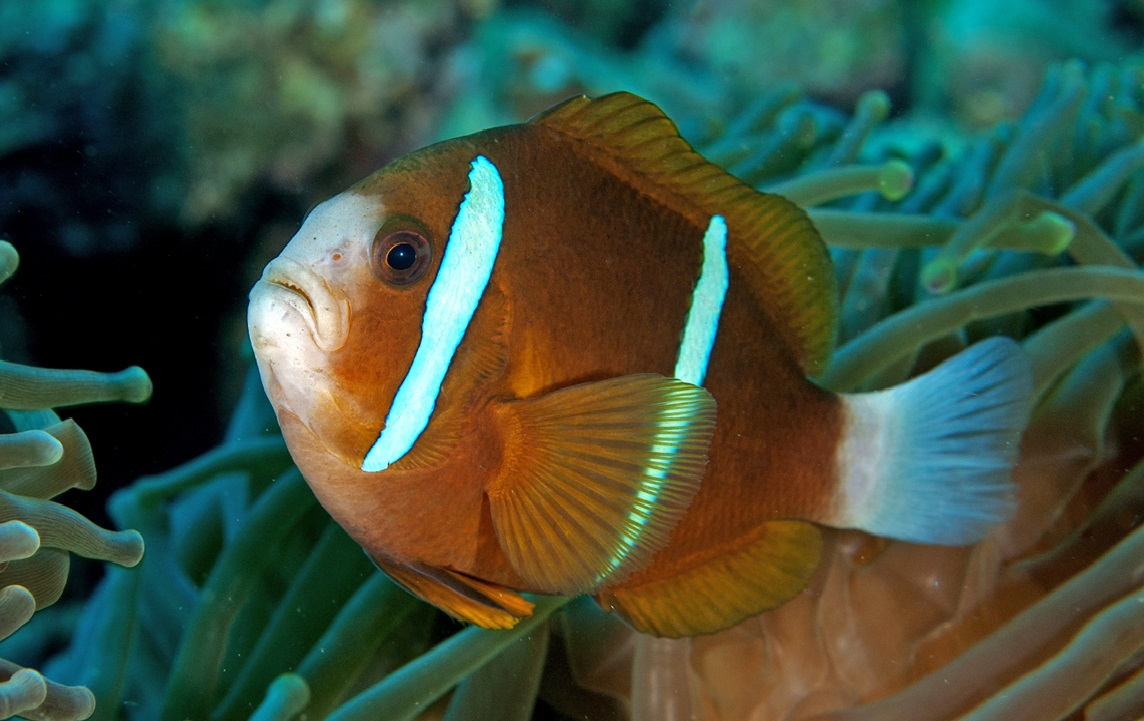
大堡礁雙鋸魚(Amphiprion akindynos)
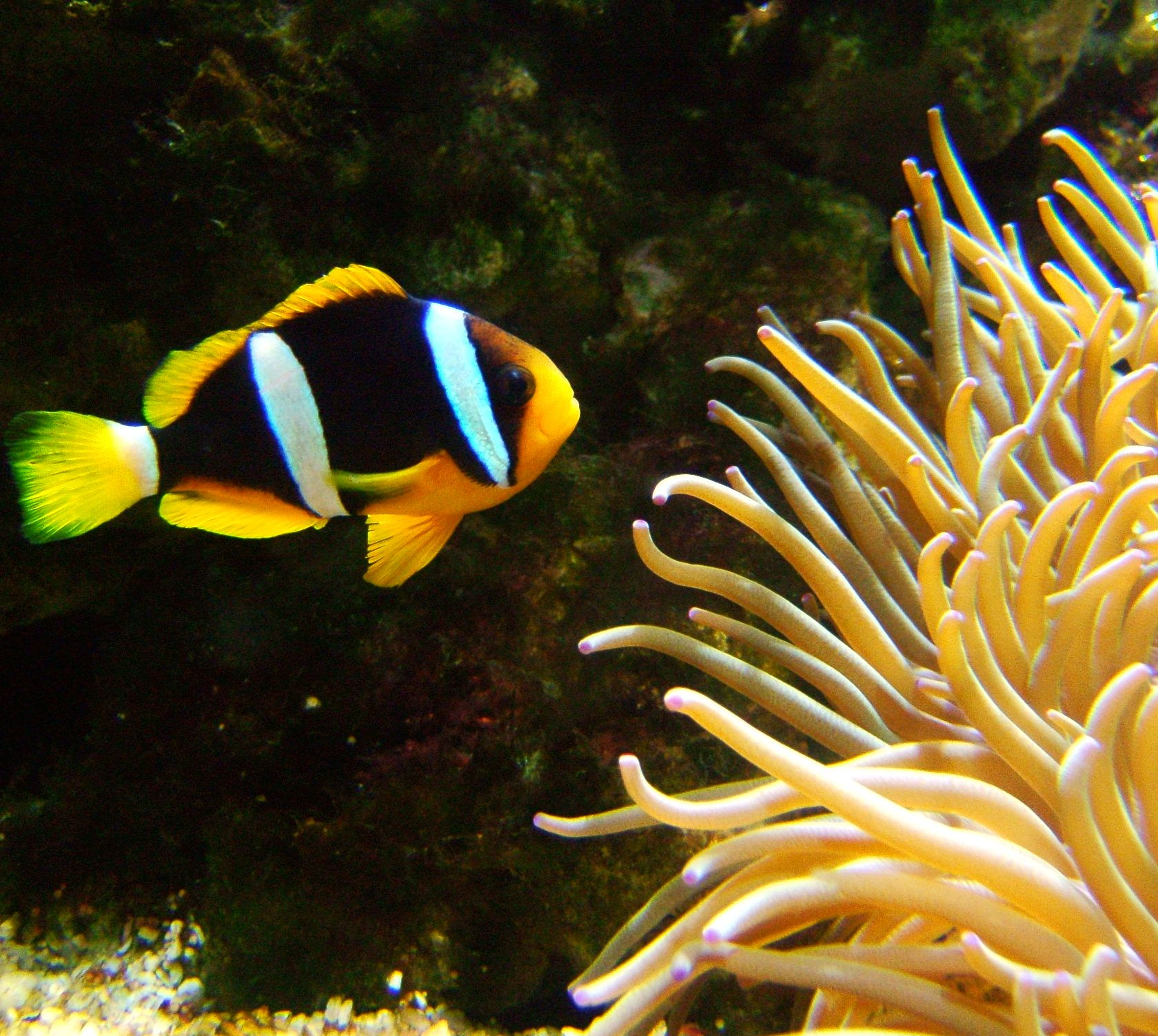
克氏雙鋸魚(Amphiprion clarkii)